# Метагерманат калия
Германат калия — неорганическое соединение, 
соль щелочного металла калия и метагерманиевой кислоты
с формулой K2GeO3,
бесцветные кристаллы,
растворимые в воде.

## Получение
- Растворение оксида германия в горячем растворе едкого кали:

{\displaystyle {\mathsf {GeO_{2}+2KOH\ {\xrightarrow {T}}\ K_{2}GeO_{3}+H_{2}O}}}

## Физические свойства
Германат калия образует бесцветные кристаллы
ромбической сингонии,
пространственная группа P bca,
параметры ячейки a = 2,3033 нм, b = 3,2887 нм, c = 0,5453 нм, Z = 40.
Растворим в воде.